# الوارو جورادو
الوارو جورادو (انگلیسی: Álvaro Jurado؛ زادهٔ ۵ سپتامبر ۱۹۸۱) بازیکن فوتبال اهل اسپانیا است.
از باشگاه‌هایی که در آن بازی کرده‌است می‌توان به باشگاه فوتبال پیاست گلیویتسه، باشگاه فوتبال کادیس، باشگاه فوتبال ختافه، و باشگاه فوتبال سویا اشاره کرد.
وی همچنین در تیم ملی فوتبال زیر ۱۶ سال اسپانیا بازی کرده‌است.